# Нейпир, Роберт
Роберт Корнелис Нейпир, 1-й барон Нейпир Магдальский (с 17 июля 1868) (англ. Robert Cornelis Napier; 6 декабря 1810, Цейлон — 14 января 1890, Лондон, Англия) — британский военный и государственный деятель, фельдмаршал (1 января 1883), губернатор Индии и Гибралтара. Великий командор ордена Бани, кавалер ордена Звезды Индии и ордена Индийской Империи. Член Королевского общества Лондона.

## Биография
Отец Роберта Нейпира, майор Чарльз Френсис Нейпир, был тяжело ранен на Яве в августе 1810 года и скончался несколько месяцев спустя. Роберт Нейпир родился 6 декабря того же года на Цейлоне. В 1826 году он окончил военное училище в Аддискомбе и вступил в ряды бенгальского инженерного корпуса.
Через два года Нейпир прибыл в Индию, где несколько лет занимался системами орошения, а в 1838 году заложил горную станцию в Дарджилинге. В январе 1841 года Нейпир получил звание капитана и направлен в Сирхинд в Северной Индии.
С началом англо-сикхской войны в 1845 году Нейпир принимал активное участие в боевых действиях. В сражении при Мудки 18 декабря он командовал инженерным корпусом, в сражении при Фирозшахе 31 декабря он получил тяжёлое ранение во время штурма сикхского лагеря. Уже 10 февраля 1846 года Нейпир участвовал в сражении при Собраоне и наступлении на Лахор. За свои действия Нейпир получил временное повышение до майора. В мае 1846 года он был назначен главным инженером при осаде крепости Коте-Кангра в Пенджабе, за что был удостоен благодарности от губернатора.
Во время Второй англо-сикхской войны Нейпир руководил осадой Мултана в 1848 году. В сентябре того же года он был ранен в атаке, но смог присутствовать при успешном штурме Мултана 23 января 1849 года и капитуляции крепости Чиниот. После присоединения сэра Хью Гофа, Нейпир принял участие в битве при Гуджарате в феврале 1849 года и сопровождал сэра Уолтера Гилберта в преследовании сикхов. Присутствовал при форсировании Джелама и сдаче армии неприятеля. За свои заслуги он был в очередной раз упомянут в приказе и получил временное повышение до звания лейтенант-полковника. В конце войны Нейпир был назначен как строительный инженер в Совет администрации провинции Пенджаб, и во время своего пребывания в этой должности смог осуществить много значимых общественных работ.

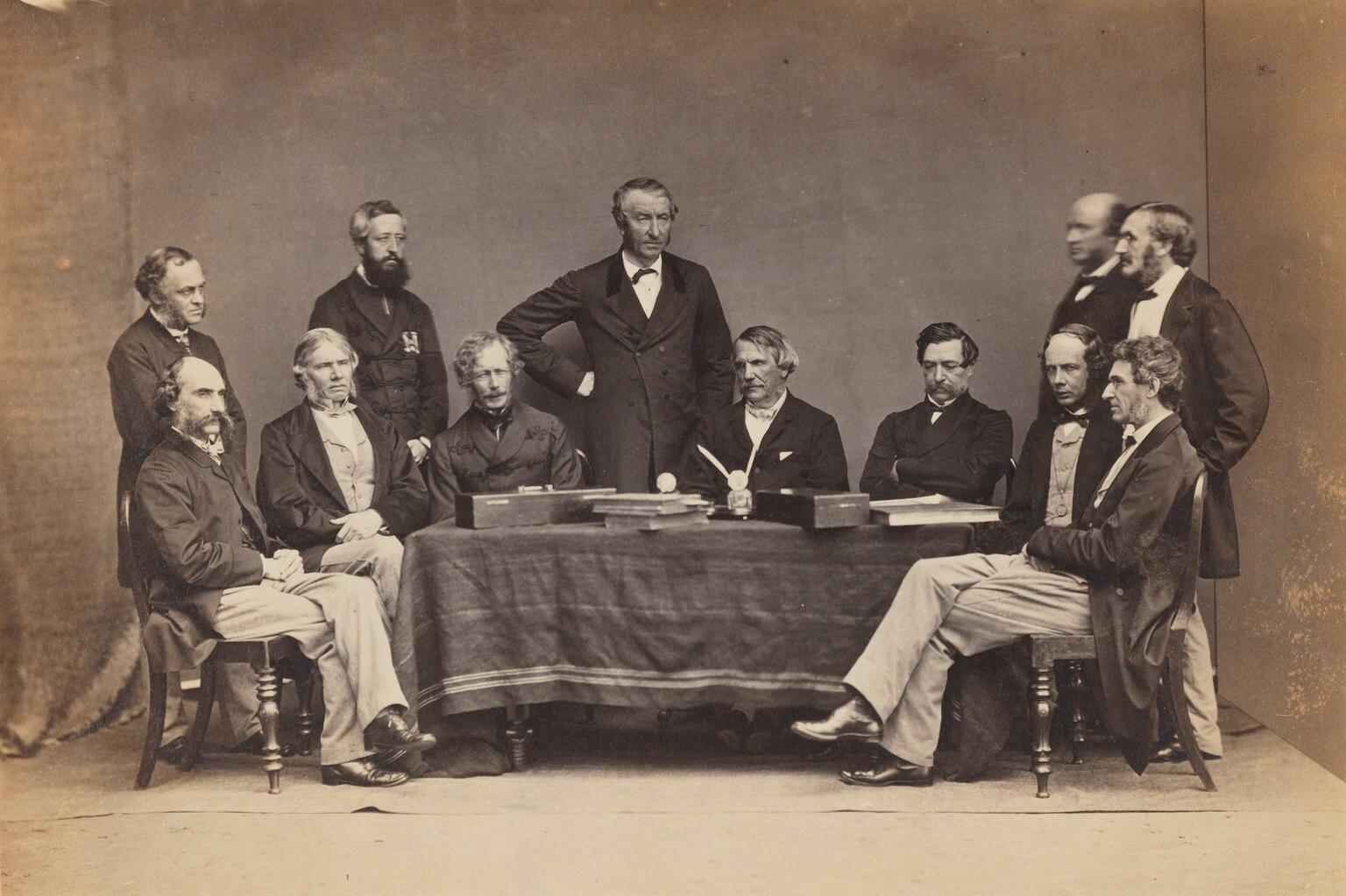
Верховный / Исполнительный совет и секретари вице-короля Индии, Симла, 1864 год. Слева направо: сидят — неизвестный; Чарльз Тревельян; Хью Роуз; Джон Лоуренс; Роберт Нэпьер; Генри Мэн; г-н Грей. Стоят — неизвестный; Генри Норман; Генри Марион Дюран; Эдвард Клайв Бэйли; Джон Стрейчи.

В январе 1860 года, во время второй англо-китайской войны, Нейпир принял командование 2-й дивизией экспедиционных сил под руководством сэра Джеймса Хоупа Гранта. Нейпир принимал участие в действиях на Сихно, штурме крепостей Дагу (Пейхо) и вступлении в Пекин. За свои заслуги получил благодарность от парламента и был произведен в генерал-майоры.
Нейпир был членом Совета генерал-губернатора Индии до 1865 года, в течение короткого времени занимал должность генерал-губернатора после внезапной смерти лорда Элгина. В январе 1865 годна он принял на себя командование бомбейской армией. В марте 1867 года он получил звание генерал-лейтенанта и в том же году принял командование карательной экспедицией в Абиссинию, чем впоследствии снискал себе наибольшую славу как офицера.

## Абиссинская экспедиция

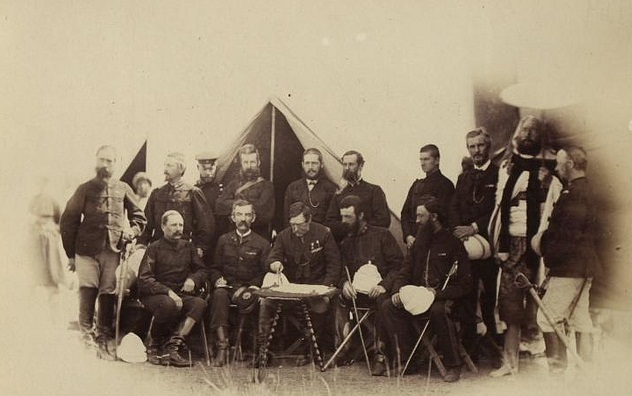
Роберт Нейпир во время абиссинской экспедиции

В 1867 году император Теодрос II отправил письмо британскому правительству с просьбой защитить страну от египетских захватчиков и предложением о назначении посла. Не желая оскорбить власти Египта, Британия никак не отреагировала на просьбу. Король же в ответ заключил в тюрьму всех служащих британского консульства и приказал арестовать и подвергнуть бичеванию британского миссионера, который якобы оскорбил его мать. Попытка уладить конфликт дипломатическим путём потерпела провал, и после месяца планирования инженерный корпус 30 октября 1867 года высадился в Зуле на берегу Красного моря, чтобы построить порт; сам Нейпир прибыл в Зулу 2 января 1868 года и 25 января повёл свои войска на юг.
Экспедиция преодолела 400 миль (644 км) по горной местности без дорог и мостов и с враждебным отношением местных жителей. Тщательное материально-техническое планирование способствовало преодолению первого препятствия, а искусная дипломатия — второго. Нейпир дал ясно понять, что единственной целью британцев в Эфиопии является спасение европейских заложников, а не завоевание страны. С другой стороны, Нейпир встретился с местными властителями, такими как Рас-Асса (будущий император Йоханныс IV) и договорился о приобретении необходимых материалов за 4350 тысяч талеров Марии Терезии, которые англичане получили от венского монетного двора. Успеху Нейпира способствовало также общее недовольство и враждебность населения к Теодоросу.
Войска Нейпира достигли подножия Магдалы 9 апреля. На следующий день, в Страстную Пятницу, они разгромили 9-тысячное войско, которое по прежнему сохраняло верность Теодоросу. Потери британцев составили только 2 жизни. О том, как войска короля бросаются вниз с горы, чтобы вступить в бой с наступающими британскими силами, Клемент Маркхэм написал: «Абиссинские войска не смогли устоять перед винтовками Снайдера, косившими их ряды целыми шеренгами… Самое героическое сопротивление бесполезно при таком неравенстве вооружения». Хотя император Теодорос освободил заложников и многократно прилагал усилия для мирного урегулирования конфликта, Нейпир взял Магдалу к 13 апреля. Император тем временем покончил жизнь самоубийством, предпочтя «попасть в руки Бога, а не человека». После обнаружения тела покончившего с собой короля победоносное британское войско «три раза прокричало над ним „Ура!“, как если бы он был убитой на охоте лисой». Маркхэм добавил, что, хотя злодеяния короля были ужасны, жестокость неимоверна, но умер он, как герой. Нейпир приказал уничтожить артиллерию и сжечь дотла Магдалу. Войска разграбили многие исторические ценности и религиозные святыни, взяв трофеи обратно в Великобританию. Трофеи по-прежнему находятся в британских коллекциях, несмотря на неоднократные предложения об их возвращении.
Лондонское Королевское общество приняло Нейпира в качестве своего члена в 1869 году. Он получил парламентскую пенсию и стал Великим Командором ордена Бани и почетным гражданином лондонского Сити. Нейпиру было дано наследственное пэрство с почётным прозванием барон Нейпир Магдалинский.

## Последующие годы
Нейпир был Главнокомандующим в Индии (1870—1876) и произведен в генералы в 1874 году. С 1876 по 1883 год он занимал пост губернатора Гибралтара. В 1877 году, во время напряженного периода в европейской политике, был назначен командиром сил, которые могли быть отправлены в Константинополь.
В 1879 году был членом Королевской комиссии по организации армии, а в ноябре того же года представлен королеве Виктории в Мадриде в качестве Чрезвычайного посла по случаю второго брака Альфонсо XII.
1 января 1883 Нейпир был повышен до фельдмаршала, а в январе 1887 года назначен констеблем лондонского Тауэра.
Роберт Нейпир умер в Лондоне 14 января 1890 года и был похоронен в соборе Святого Павла. Его старший сын, Роберт Уильям Нейпир (р. 1845) унаследовал баронство.

## Награды
- Рыцарь Большого креста Ордена Бани (27 апреля 1868)
- Рыцарь-командор Ордена Бани (27 июля 1858)
- Рыцарь Ордена Бани (март 1858)
- Рыцарь — великий командор Ордена Звезды Индии (16 сентября 1867)
- Кавалер-компаньон Ордена Индийской империи
- Сатледжская медаль
- Пенджабская медаль
- Индийская генеральская медаль «За службу»
- Медаль за подавление мятежа в Индии
- Медаль за Вторую Китайскую войну
- Медаль за Абиссинскую войну

## Память
- В 1883 году британское правительство установило одну пушку Армстронга весом в 100 тонн на батарее в Гибралтаре, получившую название Батарея Нейпира Магдалинского.
- Статуя Роберта Нейпира верхом на лошади находится на Кенсингтон-роуд, у Врат Королевы в Лондоне.
- Имегем Роберта Нейпира названа средняя школа в Великобритании.
- Роберт Нейпир появляется как персонаж в художественном романе Джорджа Макдональда Фрейзера «Flashman on the March».